# Annona cascarilloides
Annona cascarilloides là loài thực vật có hoa thuộc họ Na. Loài này được Griseb. mô tả khoa học đầu tiên năm 1866.